# Beziehungen zwischen der Türkei und den Vereinigten Staaten
Die Beziehungen zwischen der Türkei und den Vereinigten Staaten lassen sich bis auf das späte 18. Jahrhundert zurückverfolgen. Nach dem Zweiten Weltkrieg etablierten beide Staaten eine enge Sicherheitsallianz gegenüber der Sowjetunion und die Türkei wurde 1952 Mitglied der NATO, nur drei Jahre nach deren Gründung. Nach dem Ende des Kalten Krieges waren die Beziehungen vor allem durch zunehmenden wirtschaftlichen und kulturellen Austausch und der wachsenden Rolle der Türkei als Regionalmacht geprägt. In der Amtszeit von Recep Tayyip Erdoğan als Präsident der Türkei verschlechterten sich die bilateralen Beziehungen zunehmend, bis hin zur Androhung von Sanktionen und dem Austausch von offenen Feindseligkeiten. Anfang der 2020er Jahre sind die Beziehungen von einer Reihe von Meinungsverschiedenheiten geprägt, darunter hinsichtlich des Nahostkonflikts, des Bürgerkriegs in Syriens, der Menschenrechtssituation in der Türkei, der Gülen-Bewegung und der Anerkennung des Völkermord an den Armeniern.

## Geschichte
Nach 1780 nahmen die Vereinigten Staaten Beziehungen zum Osmanischen Reich und dessen nordafrikanischen Vasallenstaaten auf. Anfang des 19. Jahrhunderts kämpften die USA in den Barbareskenkriegen gegen die Barbareskenstaaten, die unter osmanischer Oberhoheit standen. Im Jahr 1831 entsandten die USA ihren ersten offiziell anerkannten Gesandten in das Osmanische Reich, David Porter. Der erste osmanische Gesandte in den Vereinigten Staaten nahm seine Arbeit im Jahre 1867 auf. Neben einer Botschaft in Konstantinopel etablierten die Vereinigten Staaten auch diplomatische Vertretungen in Städten wie Beirut, Aleppo, Jerusalem und Smyrna. Die Osmanen brachen die diplomatischen Beziehungen zu den Vereinigten Staaten am 20. April 1917 ab, nachdem die Vereinigten Staaten dem verbündeten Deutschen Reich am 4. April 1917 den Krieg erklärt hatten. Die USA hatten dem Osmanischen Reich während des Ersten Weltkriegs nie den Krieg erklärt. Nach der Niederlage der Deutsch-Osmanischen Allianz im Ersten Weltkrieg wurde das Osmanische Reich aufgelöst und Mustafa Kemal Atatürk gründete die Republik Türkei als Nachfolgestaat am 29. Oktober 1923.
Die Vereinigten Staaten etablierten 1927 diplomatische Beziehungen mit der Türkei. Im Jahre 1946 kam es kurz nach dem Zweiten Weltkrieg zu einer diplomatischen Krise, als die Sowjetunion auf die gemeinsame Verwaltung der Bosporus-Meerenge bestand, um einen Zugang zum Mittelmeer zu erhalten. Zur Abschreckung und Eindämmung der Sowjets entsandten die Vereinigten Staaten Kriegsschiffe in türkische Gewässer. Als Reaktion auf die Bedrohung durch die Sowjets etablierte die Türkei eine enge Sicherheitsallianz mit den USA und 1947 machte der US-Kongress die Türkei zu einem Empfänger von Militärhilfen im Rahmen der Truman-Doktrin. Drei Jahre später entsendete die Türkei Truppen zur Unterstützung der USA im Koreakrieg und 1952 wurde die Türkei Mitglied der NATO. In den frühen 1950er Jahren wurde außerdem mit dem Bau der Incirlik Air Base begonnen, welche von türkischen und amerikanischen Truppen gemeinsam genutzt wurde. 1955 trat die Türkei dem Bagdad-Pakt bei, einer anti-sowjetischen Allianz.
Die Türkei spielte indirekt eine wichtige Rolle bei der Lösung der Kubakrise im Oktober 1962. Für den Abzug der sowjetischen Mittelstreckenraketen von Kuba erklärten die USA, keine weitere militärische Invasion Kubas zu unternehmen und in geheimer Absprache ihrerseits die amerikanischen Jupiter-Raketen aus der Türkei abzuziehen, wodurch ein Dritter Weltkrieg verhindert werden konnte. In den 1960er Jahren kam es nach dem Scheitern der griechisch-türkischen Machtteilung auf Zypern zu Spannungen zwischen beiden Ländern, als Lyndon B. Johnson einen Brief (Johnson Letter) an den türkischen Präsidenten İsmet İnönü sendete, der die Türkei vor einer Intervention in Zypern warnte. Nach einem pro-griechischen Putsch in Zypern intervenierte die Türkei 1974 in den Zypernkonflikt und besetzte den Nordteil der Insel. Daraufhin verhängten die USA ein Waffenembargo gegen die Türkei und stellten jegliche Hilfszahlungen an das Land ein, woraufhin US-amerikanische Militärinstallationen in der Türkei beschlagnahmt wurden.

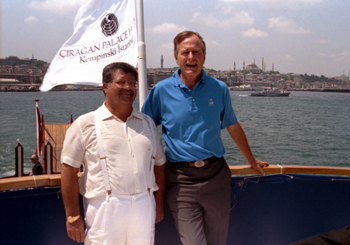
Turgut Özal mit George H. W. Bush

Trotz der erheblichen diplomatischen Spannungen zwischen beiden Ländern blieb die Türkei Teil der NATO und 1978 wurde das Waffenembargo gegen die Türkei von den USA aufgehoben, wodurch sich die Beziehungen wieder verbesserten. Die Bedeutung der Türkei als US-Verbündeter stieg durch die Islamische Revolution 1979 und dem „Verlust“ des Iran aus US-Sicht weiter an und ein Jahr darauf unterzeichneten beide Staaten ein Abkommen über Verteidigung und wirtschaftliche Zusammenarbeit. Die Vereinigten Staaten unterstützten ab Mitte der 1980er Jahre, also seit der zweiten Hälfte der Reagan-Regierung, einen EU-Beitritt der Türkei und nutzten später ihren Einfluss, um ihn aktiv voranzutreiben. So ersuchte die Türkei kurz vor dem offiziellen Antrag einer Mitgliedschaft 1987 um US-Unterstützung. Nach dem Ende des Kalten Krieges schlossen die USA 1992 mehrere ihrer Militärbasen in der Türkei, die ein Jahr zuvor noch mit Erlaubnis der türkischen Regierung von den US-Streitkräften für Einsätze im Zweiten Golfkrieg genutzt worden waren. Nachdem sich der Konflikt zwischen der Republik Türkei und der PKK in den 1990er Jahren intensiviert hatte, erklärten die Vereinigten Staaten die PKK im Jahre 1997 zu einer Terrororganisation. Zwei Jahre später unterstütze die CIA die türkischen Dienste bei der Verhaftung von Abdullah Öcalan.
Nach den Terroranschlägen am 11. September 2001 wurde die Türkei Teil der International Security Assistance Force in Afghanistan. Die Beziehungen zwischen den beiden Ländern begannen sich 2003 zu verschlechtern, als die Türkei sich weigerte, den Vereinigten Staaten die Invasion des Irak von der Türkei aus zu gestatten. Ab 2012 unterstützen die Türkei und die USA die syrische Opposition im Bürgerkrieg in Syrien, die die Regierung von Baschar al-Assad ablösen wollte. Später traten allerdings Meinungsverschiedenheiten hinsichtlich der Unterstützung der kurdischen YPG auf, die die Türkei als Terrorgruppe ansieht. Nach dem gescheiterten Putschversuch in der Türkei im Juli 2016 forderte die Türkei von der Regierung der Vereinigten Staaten die Auslieferung des im US-Bundesstaat Pennsylvania lebenden türkischen Geistlichen Fethullah Gülen. Die US-Regierung verlangte jedoch, dass die Türkei zunächst Beweise dafür vorlegt, dass er mit dem Putschversuch in Verbindung steht. Dies führte zu Vorwürfen der Erdogan-Regierung, dass die USA die Putschisten unterstützen würden. 2017 waren die türkisch-amerikanischen Beziehungen laut dem Urteil des Economist die schlechtesten in über 40 Jahren.

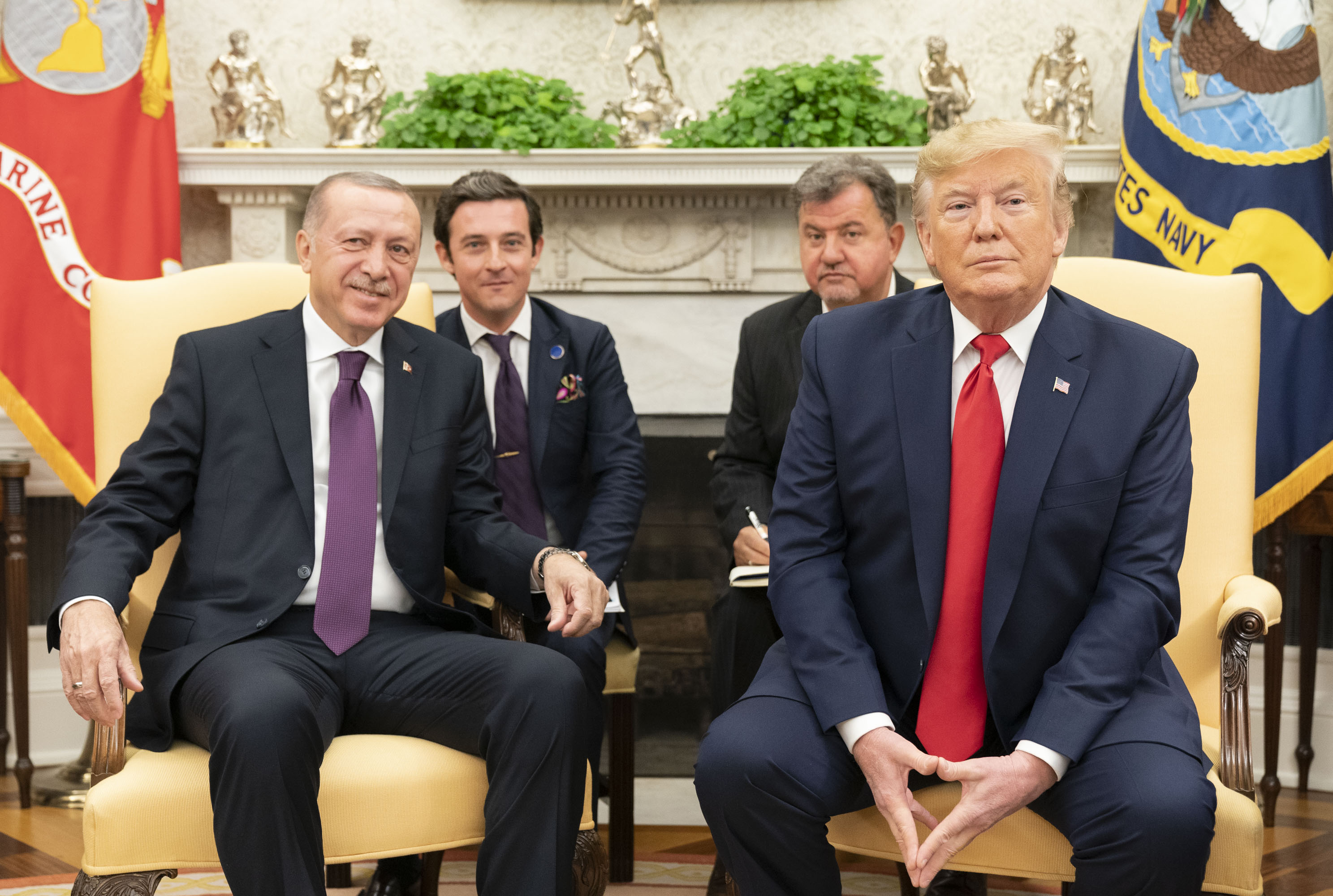
Treffen von Recep Tayyip Erdoğan mit Donald Trump (2019)

Nachdem die Türkei das russische Raketensystem S-400 erworben hatte, beschlossen die Vereinigten Staaten 2019, die Lieferung von F-35-Kampfflugzeugen an die Türkei zu streichen. Der amtierende Verteidigungsminister Patrick M. Shanahan warnte die Türkei, dass ein solches Geschäft mit Russland ihre Beziehungen zur NATO untergraben könnte. Am 22. Juli 2019 erklärte die Türkei, sie wolle Vergeltung für die „inakzeptable“ Androhung von US-Sanktionen wegen des Kaufs russischer S-400-Raketenabwehrsysteme durch die Türkei üben. Vom 9. bis 17. Oktober 2019 wurde durch die türkische Offensive im Nordosten Syriens die zweite Nordsyrien-Pufferzone eingerichtet. Die USA verloren das Vertrauen in die Türkei und sie bombardierten daraufhin ihren eigenen Militärstützpunkt in der Nordsyrien-Pufferzone. Am 5. Februar 2020 stellten die USA ein geheimes militärisches Geheimdienstkooperationsprogramm mit der Türkei gegen die PKK ein, die von den USA und der Türkei als terroristische Organisation eingestuft wurde. Im Dezember 2020, einen Monat nach Donald Trumps Niederlage bei den Präsidentschaftswahlen, verhängte die Trump-Regierung Sanktionen gegen die türkische Rüstungsindustrie aufgrund des Erwerbs des russischen Raketensystems.
Im Wahlkampf bezeichnete der demokratische Präsidentschaftskandidat und spätere Präsident Joe Biden den türkischen Präsidenten Recep Tayyip Erdoğan als „Autokraten“ und sprach sich für die Unterstützung der türkischen Opposition aus, was die Erdogan-Regierung als Interventionismus bezeichnete. Am 24. April 2021 erkannte Präsident Joe Biden den Völkermord an den Armeniern offiziell an, trotz des langjährigen Widerstands der Türkei dagegen.

## Militärische Zusammenarbeit

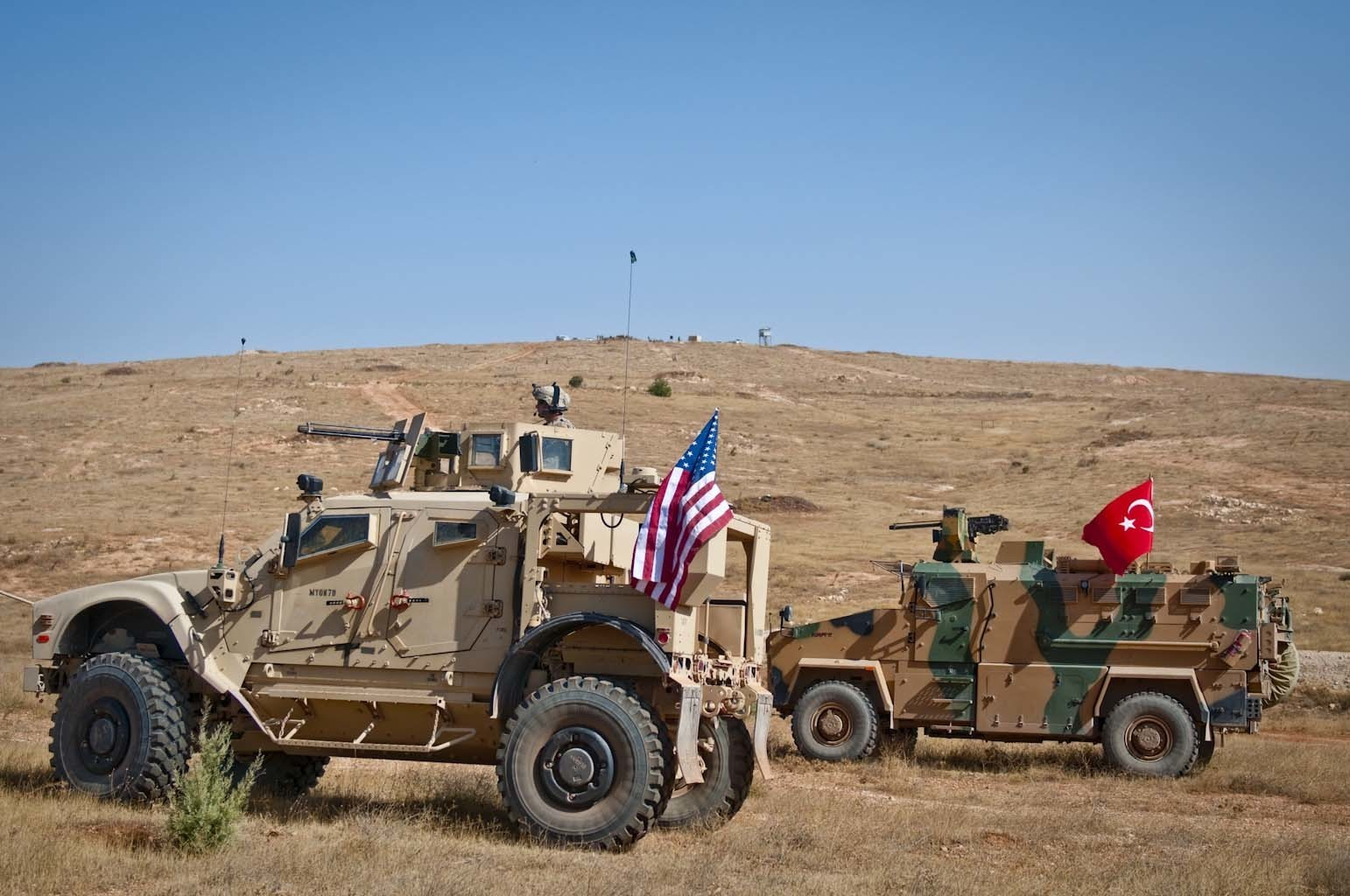
Türkische und amerikanische Soldaten in Gaziantep trainieren für gemeinsame Patrouillen in Manbidsch, Syrien, während des syrischen Bürgerkriegs, 9. Oktober 2018

Die Militärallianz der beiden Länder geht auf die 1940er Jahre zurück und im Kalten Krieg spielte die Türkei für die Streitkräfte der Vereinigten Staaten eine Schlüsselrolle bei der Eindämmung der Sowjetunion. Die Türkei beteiligte sich an der Seite der Vereinigten Staaten am Koreakrieg (1950–53) und an den Einsätzen in Somalia, im Kosovo und in Bosnien und Herzegowina (1992–2004). Zwischen 1948 und 2012 haben die USA Militärhilfen in Höhe von über acht Milliarden US-Dollar an die Türkei geleistet. Die Türkei hatte die ISAF in Afghanistan seit ihrer Gründung zweimal kommandiert. Die Vereinigten Staaten und die Türkei sind Mitglieder der NATO und der Organisation für Sicherheit und Zusammenarbeit in Europa (OSZE) und kooperieren weiterhin bei wichtigen Projekten, wie dem Joint Strike Fighter-Programm und vielen Programmen der NATO, in der die Türkischen Streitkräfte die zweitgrößten Streitkräfte bilden.
Seit 1954 beherbergt die Türkei den Luftwaffenstützpunkt Incirlik, eine wichtige Operationsbasis der US-Luftwaffe, die während des Kalten Krieges, des Zweiten Golfkrieges und des Irakkrieges eine entscheidende Rolle gespielt hat. Die Türkei ist regelmäßig Gastgeber der Vereinigten Staaten für die Übungen Anatolian Falcon und (zusammen mit Israel, bevor sich ihre Beziehungen verschlechterten) Anatolian Eagle, die auf ihrem Luftwaffenstützpunkt Konya stattfinden. Die Türkei beherbergt im Rahmen der Politik der nuklearen Teilhabe der NATO von den USA kontrollierte Atomwaffen. Die Türkei verfügt nicht über spezielle nuklearfähige Kampfflugzeuge, die diese Waffen einsetzen können, und bildet ihre Piloten nicht für Nukleareinsätze aus.
Regionale Probleme in den 1960er Jahren, die Zypernkrisen 1963, 1967 und 1974 sowie das Waffenembargo der USA 1975–1978 nach der Invasion in Zypern machten es erforderlich, dass die Türkei eine eigene Verteidigungsindustrie entwickelte, welche inzwischen leistungsfähige eigene Waffensystem entwickeln kann.

## Wirtschaftsbeziehungen
Die Vereinigten Staaten und die Türkei sind beide Mitglieder der Organisation für wirtschaftliche Zusammenarbeit und Entwicklung (OECD) und der G20. Die USA und die Türkei haben seit mehreren Jahren einen Gemischten Wirtschaftsausschuss und ein Rahmenabkommen über Handel und Investitionen. Im Jahr 2002 bekundeten die beiden Länder ihre gemeinsame Absicht, die bilateralen Wirtschaftsbeziehungen durch die Einrichtung einer Wirtschaftspartnerschaftskommission zu verbessern.
Die Türkei war für die USA der 32. größte Warenhandelspartner mit einem Gesamtwarenhandel von 20,7 Mrd. US-Dollar (Exporte: 10,0 Mrd. USD; Importe 10,6 Mrd. USD) im Jahr 2019. Der Waren- und Dienstleistungsverkehr der USA mit der Türkei belief sich 2017 auf schätzungsweise 28,6 Mrd. USD (Exporte: 14,2 Mrd. USD; Importe: 12,6 Mrd. USD). Der Warenaustausch zwischen beiden Staaten besteht vor allem aus industriellen Gütern und Agrarerzeugnissen und der Dienstleistungsaustausch vor allem aus Tourismus und Geistigem Eigentum.

## Kulturbeziehungen
Es bestehen intensive kulturelle Kontakte zwischen beiden Gesellschaften, die bis auf das 19. Jahrhundert zurückgehen. Der amerikanische Film Midnight Express aus dem Jahr 1978 wurde in der Türkei nach Artikel 301 des türkischen Strafgesetzbuchs verboten, was die amerikanisch-türkischen Beziehungen belastete. Es gibt in der Türkei verschiedene US-amerikanische englischsprachige Schulen, darunter das 1863 gegründete Robert College, welches zu den angesehensten Privatschulen des Landes gehört. Im Gegenzug betreibt die Gülen-Bewegung 120 Privatschulen in den USA. Voice of America und CNN (mit CNN Türk) betreiben eigene Programme in türkischer Sprache.
Es gibt in den Vereinigten Staaten eine Türkisch-Amerikanische Gemeinschaft. 2019 lebten knapp 220.000 Personen türkischer Abstammung in den Vereinigten Staaten. Zu den bekannten Türkisch-Amerikanern zählt der Manager Muhtar Kent, der politische Kommentator Cenk Uygur, der Herzchirurg und Fernsehmoderator Mehmet Oz und die Soziologin und Autorin Zeynep Tufekci. Der in den Vereinigten Staaten forschende türkische Chemiker Aziz Sancar erhielt 2015 den Nobelpreis für Chemie.

### Türkische Lobby in den Vereinigten Staaten
Die türkische Lobby in den Vereinigten Staaten arbeitet im Namen der türkischen Regierung, um die Interessen des Landes bei der US-Regierung zu vertreten. Im Februar 2017 wurde die Turkish Coalition of America (TCA) gegründet, eine Bildungs-, Lobby- und Wohltätigkeitsorganisation.

## Öffentliche Meinung
Eine vom Pew Research Center durchgeführte Umfrage aus dem Jahr 2019 ergab, dass 73 % der Türken ein negatives Bild von den Vereinigten Staaten haben und nur 20 % ein positives, das war der niedrigste Wert unter den befragten Ländern. Laut einer im Frühjahr 2017 durchgeführten und im August veröffentlichten Umfrage sehen 72 % der Türken die Vereinigten Staaten als eine Bedrohung für die Sicherheit der Türkei an. Darüber hinaus wurden die USA als eine größere Bedrohung für die Sicherheit wahrgenommen als Russland oder China. Die USA und ihr Geheimdienst CIA sind häufiger Inhalt von Verschwörungstheorien in der Türkei.

## Diplomatische Standorte
Die Vereinigten Staaten haben seit dem 12. Oktober 1927 viele Botschafter in die Türkei entsandt. Die Türkei unterhält zahlreiche Vertretungen in den Vereinigten Staaten.
| Diplomatische Vertretungen                                                                  | Diplomatische Vertretungen |
| ------------------------------------------------------------------------------------------- | --- |
| Vertretungen der Vereinigten Staaten                                                        | Vertretungen der Türkei |
| - Ankara (Botschaft) - Istanbul (Generalkonsulat) - Adana (Konsulat) - Izmir (Konsularbüro) | - Washington, D.C. (Botschaft) - Boston (Generalkonsulat) - Chicago (Generalkonsulat) - Houston (Generalkonsulat) - Los Angeles (Generalkonsulat) - Miami (Generalkonsulat) - New York City (Generalkonsulat) |